# 蘇爾斯克
53°05′N 45°42′E / 53.083°N 45.700°E
蘇爾斯克（俄语：Сурск）是俄羅斯奔薩州東部的一個城市，位於奔薩以東92公里的蘇拉河畔。2002年人口7,981人。
蘇爾斯克於1860年建立，1953年設市並改現名。